# Pizza napoletana
Pizza napoletana (tal. za „Napuljska pizza”) ili Napolitana je vrsta pizze koja se pravi s rajčicama i mozzarella sirom. Rajčice moraju biti San Marzano rajčice, koje se uzgajaju na obroncima vulkana Vezuva, a sir Buffalo mozzarela, zaštićene vrste sira od mlijeka vodenih bivola poludivlje uzgajanih u močvarama Campanije i Lazija.
Napuljska pizza ima zaštićeno zemljopisno podrijetlo u Europskoj uniji (Traditional Speciality Guaranteed, TSG), a umijeće napuljskih pizzaiuola („pizza majstora”) je upisano na UNESCO-ov popis nematerijalne svjetske baštine u Europi 2017. god.

## Odlike
Izvorna napuljska pizza se pravi od pšeničnog brašna (tip 0 ili 00), prirodnog napuljskog kvasca ili pivskog kvasca, soli i vode. Za bolje rezultate, treba se koristiti oštro brašno s velikim udjelom proteina, za peciva a ne za kolače. Pizzaiuolo vještina se sastoji od četiri faze pripreme tijesta i pečenja, koje podrazumijeva kružne pokrete pekara. Tijesto se mijesi rukama ili jako sporim mikserom. Poslije nekog vremena dizanja, tijesto se oblikuje rukom i ne smije biti deblje od 3 mm. Pizza se peče 60 – 90 sekundi na 485 °C u krušnoj peći na hrastova drva. Kada se ispeče trebala bi biti mekana, elastična, nježna i prhka.
Postoji nekoliko vrsta napuljske pizze, ali je izvorna pizza Margherita u kojoj su osnovni sastojci rajčice, rezana mozzarella, bosiljak i ekstra djevičansko maslinovo ulje, ponekad posuto parmezanom. Druga verzija je pizza marinara koja se pravi s rajčicama, lukom, origanom i ekstra djevičanskim maslinovim uljem).

## Vanjske poveznice
- Art of Neapolitan ‘Pizzaiuolo’ na Youtube (video) 9:25 min (engl.)
- Associazione Verace Pizza Napoletana („Istinska udruga napuljskih pizza”) (tal.)